# سمير خان
سمير بن ظافر خان (بالإنجليزية: Samir Khan) (25 ديسمبر 1985 - 30 سبتمبر 2011) هو المحرر الأمريكي الباكستاني وناشر مجلة إنسباير ، وهي مجلة إلكترونية تصدر باللغة الإنجليزية وينشرها تنظيم القاعدة في شبه الجزيرة العربية. أحد مواطني الولايات المتحدة، قُتل في غارة بطائرة بدون طيار في اليمن مع أنور العولقي.

## نشأته
ولد سمير خان في الرياض في المملكة العربية السعودية، لأبوين من أصول باكستانية ونشأ في مدينة كوينز في نيويورك.  كما قضى بعض سنوات مراهقته في وستباري (نيويورك). تخرج من مدرسة دبليو تريسير كلارك في عام 2003 حيث كتب في صحيفة المدرسة وفقا لزملائه، رفض أن يقرأ قسم الولاء إلى علم الولايات المتحدة الأمريكية وألقي باللائمة على الأمريكيين في هجمات 11 سبتمبر. كان والده، ظافر خان، هو مسؤول تنفيذي في مجال تكنولوجيا المعلومات. انتقلت العائلة إلى شارلوت بولاية كارولاينا الشمالية في عام 2004. 

## وفاته
قتل في هجوم الجمعة 30 سبتمبر 2011. وقالت وكالة الاستخبارات المركزية أنها لم تكن تعرف أنه كان موجوداً مع العولقي، لكنها اعتبرته ايضاً مقاتلاً لم يكن وجوده بالقرب من الهدف ليوقف الهجوم. وكان مقتل كل من العولقي وخان بمثابة الضربة القوية التي تلقاها تنظيم القاعدة في ذلك الوقت. وعلق مستشار الأمن القومي السابق فران تاونسيند بالقول «كان خان استثنائيا كونه مثل العولقي، كان يتحدث الإنجليزية بطلاقة، وله جاذبية وتأثير على العقل الغربي، وكان يعرف أساليب الكتابة، ولديه مقدرة تقنية لاستخدام الإنترنت». واتهمت عائلته الولايات المتحدة الأمريكية بقتل رجل يحترم القانون 